# Zemplínske Hámre
Zemplínske Hámre (německy Josefhammer, maďarsky Józsefhámor, též Józsefvölgy, Szinna Hámor) jsou slovenská obec ležící v okrese Snina v Prešovském kraji. Žije zde přibližně 1 300 obyvatel.
Původní název obce zněl Rhollova Huta, a to podle svého zakladatele Jozefa Rholla. Těžilo se zde železo a zlato. 
Snahy místního starosty Jozefa Gajdoše o zvýšení porodnosti se staly předmětem dokumentárního filmu Nesvatbov.

## Příroda
V blízkosti Zemplínských Hámrů se nachází Vihorlatské vrchy, kde se rozprostírá CHKO Vihorlat s vyhaslou sopkou Vihorlat jako dominantou. Také se zde nachází Sninský kameň a jezero Morské oko. 

## Znak obce
Znakem obce je na červeném poli nalevo stojící kovář na černé zemi ve stříbrných barvách se zlatou zástěrou a kloboukem, držící tyč na stříbrné kovadlině na zlatém hamru.